# Carlo Thränhardt
Carlo Thränhardt (ur. 5 lipca 1957 w Bad Lauchstädt) – niemiecki lekkoatleta specjalizujący się w skoku wzwyż, dwukrotny uczestnik letnich igrzysk olimpijskich (Los Angeles 1984, Seul 1988), wielokrotny medalista mistrzostw Europy.

## Sukcesy sportowe
- mistrz Republiki Federalnej Niemiec w skoku wzwyż – 1986[1]
- mistrz Niemiec w skoku wzwyż – 1991[2]
- sześciokrotny halowy mistrz Republiki Federalnej Niemiec w skoku wzwyż – 1977, 1978, 1985, 1986, 1987, 1988[3]

| Rok  | Miasto       | Zawody                    | Konkurencja | Wynik         |
| ---- | ------------ | ------------------------- | ----------- | ------------- |
| 1978 | Praga        | mistrzostwa Europy        | skok wzwyż  | 5. miejsce    |
| 1980 | Sindelfingen | halowe mistrzostwa Europy | skok wzwyż  | 4. miejsce    |
| 1980 | Filadelfia   | Olympic Boycott Games     | skok wzwyż  | brązowy medal |
| 1981 | Grenoble     | halowe mistrzostwa Europy | skok wzwyż  | srebrny medal |
| 1982 | Mediolan     | halowe mistrzostwa Europy | skok wzwyż  | 6. miejsce    |
| 1983 | Budapeszt    | halowe mistrzostwa Europy | skok wzwyż  | złoty medal   |
| 1983 | Helsinki     | mistrzostwa świata        | skok wzwyż  | 7. miejsce    |
| 1984 | Göteborg     | halowe mistrzostwa Europy | skok wzwyż  | srebrny medal |
| 1984 | Los Angeles  | igrzyska olimpijskie      | skok wzwyż  | 10. miejsce   |
| 1985 | Paryż        | światowe igrzyska halowe  | skok wzwyż  | 5. miejsce    |
| 1986 | Madryt       | halowe mistrzostwa Europy | skok wzwyż  | srebrny medal |
| 1986 | Stuttgart    | mistrzostwa Europy        | skok wzwyż  | brązowy medal |
| 1987 | Liévin       | halowe mistrzostwa Europy | skok wzwyż  | srebrny medal |
| 1987 | Rzym         | mistrzostwa świata        | skok wzwyż  | 8. miejsce    |
| 1988 | Seul         | igrzyska olimpijskie      | skok wzwyż  | 7. miejsce    |
| 1989 | Budapeszt    | halowe mistrzostwa świata | skok wzwyż  | 5. miejsce    |

## Rekordy życiowe
- skok wzwyż – 2,37 – Rieti 02/09/1984
- skok wzwyż (hala) – 2,42 – Berlin 26/02/1988 (halowy rekord Europy, 2. wynik w historii)